# Lazaro Vasari
Lazaro Vasari (Arezzo, 1399-ib. 1468), también conocido como Lazzaro Taldi y como Lazzaro di Niccolò de' Taldi, fue un pintor italiano nacido en la actual provincia de Arezzo.

## Biografía
Su padre era un alfarero, y fue padre de Giorgio I Vasari. El pintor Luca Signorelli (1441-1523) era sobrino suyo, y el historiador de arte y pintor Giorgio Vasari su bisnieto.
La obra más conocida de Lazaro Vasari es el fresco de san Vicente Ferrer en la basílica de Santo Domingo de Arezzo. Murió en Arezzo el año 1468 y fue enterrado en la capilla de San Jorge de la misma ciudad.